# Eternity (杏里の曲)
「Eternity」（エタニティ）は、杏里37枚目のシングル。1998年4月8日発売。発売元はフォーライフ・レコード。

## 解説
- 「Eternity」は、TBS系「日立 世界・ふしぎ発見!」エンディングテーマ、ニュージーランド政府観光局「ふたりだけの ロマンチックストーリー」CMソング[1]。
- C/W曲「Miracle」は、現在のところ全アルバム未収録。

## 収録曲
作詞：吉元由美 作曲：ANRI 編曲：小倉泰治
1. Eternity
  - TBS系「日立 世界・ふしぎ発見!」エンディングテーマ
  - ニュージーランド政府観光局「ふたりだけの ロマンチックストーリー」CMソング
2. Miracle
3. Eternity（Instrumental）

## 関連作品
- MOONLIT SUMMER TALES